# ماساهيكو فوغيوارا
ماساهيكو فوغيوارا (باليابانية: 藤原正彦؛ بالكانا: ふじわら まさひこ) هو رياضياتي وفيلسوف ياباني، ولد في 9 يوليو 1943 في هسنكينج ‏.